# Cumingia coarctata
Cumingia coarctata är en musselart som beskrevs av G. B. Sowerby I 1833. Cumingia coarctata ingår i släktet Cumingia och familjen Semelidae. Inga underarter finns listade i Catalogue of Life.